# آتش دمیدن از دهان

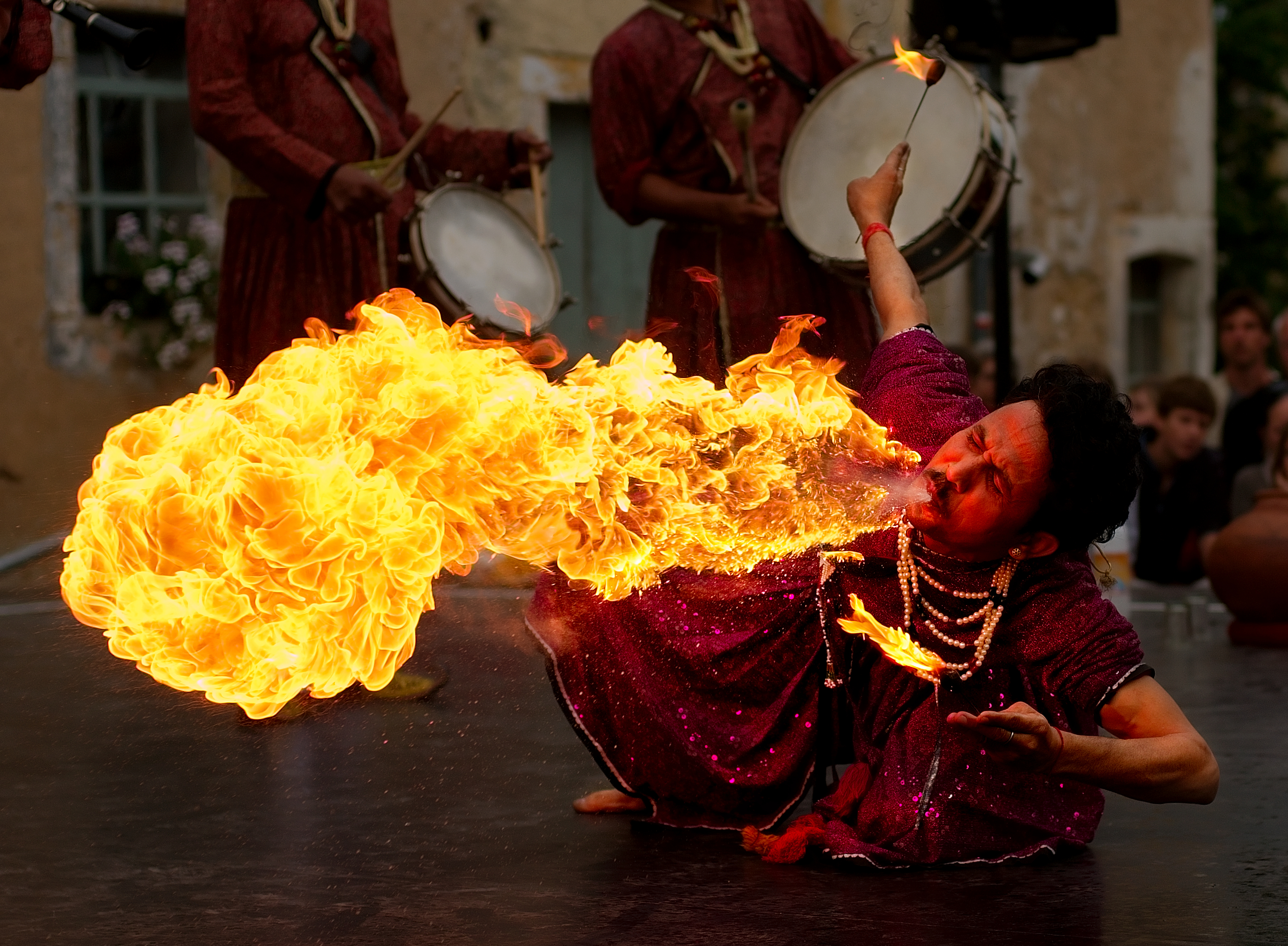
جیپور مهاراجه باند درحال آتش دمیدن از دهان در بلژیک.

آتش دمیدن از دهان (به انگلیسی: Fire breathing) تکنیکی است که در آن فرد پس از تُف کردن مواد سوختنی، آن را با مشعلی به آتش می‌کشد.

## ضررها
آتش دمیدن از دهان ِنادرست می‌تواند عواقب زیر را داشته‌باشد:
- مرگ
- سوختگی شدید
- مشکلات دندان
- مسمومیت سوخت
- پنومونی چربی یا زجر تنفسی حاد
- سرفه خشک
- سردرد، سرگیجه، احساس مستی بد
- تهوع، اسهال، استفراغ، درد معده
- خشکی دهان
- خشکی پوست و سوختگی‌های حرارتی موضعی

## در ادبیات فارسی
تو گفتی به دوزخ درون اهرمن    دمد هر سو آتش همی از دهن

## منبع
- مشارکت‌کنندگان ویکی‌پدیا. «Fire breathing». در دانشنامهٔ ویکی‌پدیای انگلیسی، بازبینی‌شده در ۱۰ ژوئیه ۲۰۱۱.